# 王山 (1955年)
王山（1955年1月—），辽宁北票，中华人民共和国政治人物。原中国共产党辽宁大学委员会委书记。

## 生平
1955年1月，王山出生在辽宁省北票县（今北票市）。
1972年12月，王山到龙潭乡（今龙潭镇）插队成为一名知识青年，次年1月成为龙潭乡的一名民办教师，1974年加入中国共产党，1975年8月成为龙潭乡教革办的一名工作人员。1978年3月，王山考入沈阳师范学院（今沈阳师范大学）。
1982年取得哲学学士学位，毕业后担任娄家店乡党委副书记、书记。1984年5月，王山升任中共北票县纪委主任、副书记。1985年2月，王山调入中共辽宁省委组织部，先后出任青年干部处主任科员、青年干部处副处级调研员副处级调研员、市县干部处副处级调研员、省直干部一处副处长、干部调配处处长。
1997年11月，王山调任中共盘锦市委常委、组织部部长，2002年7月出任中共盘锦市委副书记。2004年8月，王山调任中共辽宁大学党委书记，2007年3月兼任中共辽宁省委员会候补委员。2010年12月，王山出任中共辽宁省委统战部副部长兼省工商联党组书记。

### 落马
2024年5月24日，王山涉嫌严重违纪违法问题遭到辽宁省纪委监委立案审查调查。